# Fagitana gigantea
Fagitana gigantea är en fjärilsart som beskrevs av Max Wilhelm Karl Draudt 1950. Fagitana gigantea ingår i släktet Fagitana och familjen nattflyn. Inga underarter finns listade i Catalogue of Life.